# Paweł Hur
Paweł Hur (Kiev, 10 april 1918 – Lincoln, 7 september 1994) nam deel aan de Slag om Engeland in het 301 Eskader nadat hij zijn opleiding had voltooid aan de Poolse Luchtmachtacademie in Dęblin.
Het Wellington IV-vliegtuig GR-P (Z1386) werd tijdens de nacht van 5 op 6 augustus 1942 neergeschoten door luchtafweergeschut tijdens een mijnenlegoperatie aan de Franse kust bij Lorient, en stortte neer in zee. Paweł Hur werd door de Duitsers krijgsgevangen genomen. De mensen die samen met hem vochten tijdens deze missie werden begraven in Lorient.
Na de oorlog vestigde hij zich in Lincoln, Engeland.
Op 11 november 1966 werd Hur, als piloot van het 301 Eskader, collectief onderscheiden met de Orde Virtuti Militari.
Hur is de zoon van Bazyli Hur en Marianna Siedzik. Hij is de kleinzoon van Pawel Siedzik (11-11-1861 – 20-07-1912) en Aniela Siedzik, geboren Kiejno (1872–1951), en een neef van vaderszijde van Danuta Siedzikówna en Wiesława Korzeń.

## Onderscheidingen
- Virtuti Militari – Zilveren Kruis (5e klasse)
- Kruis van Verdienste, viermaal toegekend
- Pools Luchtmachtmedaille